# Garlède-Mondebat
Garlède-Mondebat è un comune francese di 201 abitanti situato nel dipartimento dei Pirenei Atlantici nella regione della Nuova Aquitania.

## Società

### Evoluzione demografica
Abitanti censiti